# Derek Leaver
Derek Leaver (Blackburn, 13 de noviembre de 1930 - Blackburn, 24 de marzo de 2013) fue un jugador de fútbol profesional inglés que jugaba en la posición de delantero.

## Biografía
Derek Leaver debutó a los 20 años de edad en 1950 con el Blackburn Rovers FC, jugando un total de cinco temporadas con el club. En 1955 fue traspasado al AFC Bournemouth. Tras una temporada volvió a ser traspasado por una temporada al Crewe Alexandra FC. Tras acabar el contrato con el club en julio de 1957 fue fichado por el Macclesfield Town FC hasta final de año. En el mercado de invierno habiendo terminado contrato fue fichado por el Mossley AFC hasta final de temporada, siendo la última que disputó como jugador, retirándose en 1958.

## Muerte
Derek Leaver falleció el 24 de marzo de 2013 a la edad de 82 años.

## Clubes
| Club                 | País       | Año         |
| -------------------- | ---------- | ----------- |
| Blackburn Rovers FC  | Inglaterra | 1950 - 1955 |
| AFC Bournemouth      | Inglaterra | 1955 - 1956 |
| Crewe Alexandra FC   | Inglaterra | 1956 - 1957 |
| Macclesfield Town FC | Inglaterra | 1957 - 1958 |
| Mossley AFC          | Inglaterra | 1958        |